# المهدية (شمال سيناء)
المهدية إحدى قرى مركز رفح التابعة لمحافظة شمال سيناء، تبعد عن حدود فلسطين حوالي ثلاثة كيلومترات.